# Юнацька збірна СРСР з футболу (U-18)
Юнацька збірна СРСР з футболу (U-18) — футбольна збірна СРСР, що складалася із гравців віком до 18 років. На час її існування була основною юнацькою збірною країни, представляючи її на юнацьких чемпіонатах Європи. 
Керівництво командою здійснювала Федерація футболу СРСР. 
Була створена 1962 року, а за чотири роки уперше стала чемпіоном Європи, розділивши титул з італійськими однолітками, гра з якими у фіналі змагання завершилася нульовою нічиєю. Надалі ще п'ять разів виходила переможцем континентальних юнацьких футбольних змагань, востаннє на турнірі 1990 року, який став для неї останнім в історії. 1992 року ще взяла участь у чемпіонаті Європи, представляючи СНД.